# Christel Weißig

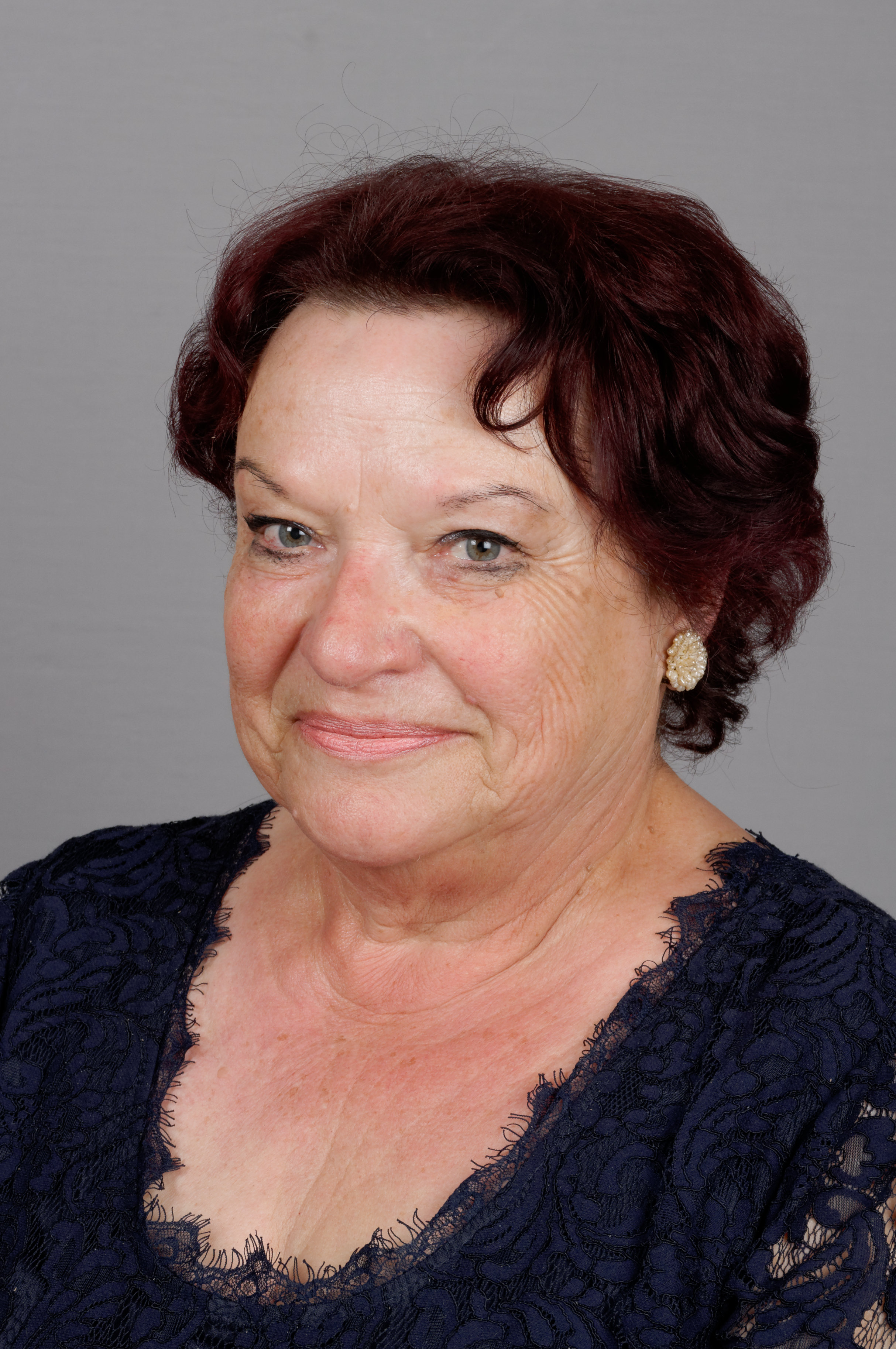
Christel Weißig 2017

Christel Weißig (* 13. Oktober 1945 in Hamburg) ist eine deutsche Politikerin (parteilos, zuvor Freie Wähler/BMV, davor AfD). 
Christel Weißig ist evangelisch, verheiratet und hat zwei Kinder.

## Politische Laufbahn und Positionen
Im Jahre 2014 trat die Bürokauffrau im Ruhestand der AfD Mecklenburg-Vorpommern bei. Im gleichen Jahr wurde sie in den Ortsbeirat des Rostocker Stadtteils Evershagen gewählt.
Im Vorfeld der Landtagswahl in Mecklenburg-Vorpommern 2016 nutzte Weißig für ihren Wahlkampf soziale Netzwerke, wo sie mit islam- und flüchtlingsfeindlichen Kommentaren auffiel. Zur Integration von Flüchtlingen forderte sie die Pflicht zum Verzehr von Schweinefleisch, was sie später bedauerte. Weiterhin forderte sie Ordnungsdienste rund um die Uhr gegen Graffiti und wollte Bundeskanzlerin Angela Merkel „das Handwerk legen“.
Bei der Landtagswahl 2016 wurde Christel Weißig über die AfD-Landesliste in den Landtag von Mecklenburg-Vorpommern gewählt. Sie war eine von zwei Frauen auf der AfD-Landesliste (26 Plätze) und ist die einzige Frau, die für die AfD in den Landtag gewählt wurde. 
Anlässlich der Hamburger G-20-Krawalle im Juli 2017 fragte Weißig auf Facebook: „Plünderer werden sofort erschossen, warum gilt es bei uns nicht?“ Henning Hoffgaard, Sprecher der AfD-Fraktion, erklärte, Weißig habe den Beitrag gelöscht, nachdem sie gemerkt habe, dass er auch missverstanden werden könne.
Im 25. September 2017 trat Christel Weißig mit Ralf Borschke, Matthias Manthei und Bernhard Wildt aus der AfD und der AfD-Landtagsfraktion aus. Sie gründeten die kurzlebige Partei „Bürger für Mecklenburg-Vorpommern (BMV)“ und eine gleichnamige Landtagsfraktion. Nach Auflösung der Fraktion im Jahre 2019 blieb Weißig bis zum Ende der Wahlperiode im Jahre 2021 fraktionslose Abgeordnete des Landtages.